# Stenus sectator
Stenus sectator är en skalbaggsart som beskrevs av Thomas Casey. Stenus sectator ingår i släktet Stenus och familjen kortvingar. Inga underarter finns listade i Catalogue of Life.